# Samsung Galaxy Note 10
A Samsung Galaxy Note 10 széria (tagjai:Note 10, Note 10+, Note 10 5G, Note 10+ 5G) egy olyan Androidos táblafon-széria, amelyet a Samsung Electronics tervezett, fejlesztett, gyártott és forgalmazott a Samsung Galaxy Note széria részeként. 2019. augusztus 7-én mutatták be a Samsung Galaxy Note 9 utódjaként. A telefonokra vonatkozó részletek korábban kiszivárogtak, a hivatalos bejelentést megelőző hónapokban.

## Specifikációk
A Galaxy Note 10 széria négy modellt tartalmaz, különféle hardverrel és specifikációkkal.
A kijelzőknek ívelt oldalai vannak. Az előlapi kamera a képernyőbe építve helyezkedik el, kerek kamerakivágással. Minden modellen kijelzőbe integrált ujjlenyomatolvasó van.